# Velika nagrada Macaa
Velika nagrada Macaa (tudi Macau Grand Prix) je vsakoletna dirka različnih dirkaških kategorij, ki poteka novembra v kitajskem mestu Makav. Najbolj znana je dirka Formule 3, ki tu poteka od leta 1983, pred tem pa je potekala glavna dirka v kategorijah športnih dirkalnikov, Formule Libre in Formule Pacific. Je edina dirka, na kateri po ulični stezi dirkajo tako motociklistični kot tudi avtomobilistični dirkači. Na začetku svojih karier so mnogi znani dirkači nastopali na tej dirki, najznamenitejši zmagovalci so Ayrton Senna, Michael Schumacher, David Coulthard, Ralf Schumacher in Takuma Sato.

## Zmagovalci
| Leto | GP zmagovalec      | Šasija - motor                | Kategorija         | Zmagovalec Guia TC     | Dirkalnik               | Zmagovalec MC GP   | Motor                 |
| ---- | ------------------ | ----------------------------- | ------------------ | ---------------------- | ----------------------- | ------------------ | --------------------- |
| 1954 | Eddie Carvalho     | Triumph TR2                   | Športni dirkalniki |                        |                         |                    |                       |
| 1955 | Robert Ritchie     | Austin-Healey 100             | Športni dirkalniki |                        |                         |                    |                       |
| 1956 | Doug Steane        | Mercedes-Benz 190SL           | Športni dirkalniki |                        |                         |                    |                       |
| 1957 | Arthur Pateman     | Mercedes-Benz 300SL           | Športni dirkalniki |                        |                         |                    |                       |
| 1958 | Chan Lye Choun     | Aston Martin DB3S             | Športni dirkalniki |                        |                         |                    |                       |
| 1959 | Ron Hardwick       | Jaguar XKSS                   | Športni dirkalniki |                        |                         |                    |                       |
| 1960 | Martin Redfern     | Jaguar XKSS                   | Športni dirkalniki |                        |                         |                    |                       |
| 1961 | Peter Heath        | Lotus 15-Climax               | Formula Libre      |                        |                         |                    |                       |
| 1962 | Arsenio Laurel     | Lotus 22-Ford                 | Formula Libre      |                        |                         |                    |                       |
| 1963 | Arsenio Laurel     | Lotus 22-Ford                 | Formula Libre      |                        |                         |                    |                       |
| 1964 | Albert Poon        | Lotus 23-Ford                 | Formula Libre      |                        |                         |                    |                       |
| 1965 | John MacDonald     | Lotus 18-Ford                 | Formula Libre      |                        |                         |                    |                       |
| 1966 | Mauro Bianchi      | Alpine-Renault T66            | Formula Libre      |                        |                         |                    |                       |
| 1967 | Tony Maw           | Lotus 20B-Ford                | Formula Libre      |                        |                         | Hiroshi Hasegawa   | Yamaha                |
| 1968 | Jan Bussell        | McLaren M4C                   | Formula Libre      |                        |                         | Hiroshi Hasegawa   | Yamaha                |
| 1969 | Kevin Bartlett     | Mildren-Waggott               | Formula Libre      |                        |                         | John MacDonald     | Yamaha                |
| 1970 | Dieter Quester     | BMW F270                      | Formula Libre      |                        |                         | Benny Hidajat      | Yamaha                |
| 1971 | Jan Bussell        | McLaren M4C                   | Formula Libre      |                        |                         | O. Motohashi       | Yamaha                |
| 1972 | John MacDonald     | Brabham BT36                  | Formula Libre      | John MacDonald         | Mini Cooper             | Ikujiro Takai      | Yamaha                |
| 1973 | John MacDonald     | Brabham BT40                  | Formula Libre      | Peter Chow             | Toyota Celica           | Ken Araoka         | Suzuki                |
| 1974 | Vern Schuppan      | March 72B-Ford                | Formula Pacific    | Nobuhide Tachi         | Toyota Celica           | Hiroyuki Kawasaki  | Yamaha                |
| 1975 | John MacDonald     | Ralt RT1-Ford                 | Formula Pacific    | Nobuhide Tachi         | Toyota Celica           | Hideo Kanaya       | Yamaha                |
| 1976 | Vern Schuppan      | Ralt RT1-Ford                 | Formula Pacific    | Herb Adamczyk          | Porsche 911 Carrera RS  | Chas Mortimer      | Yamaha                |
| 1977 | Riccardo Patrese   | Chevron B40-Ford              | Formula Pacific    | Peter Chow             | Toyota Celica           | Mick Grant         | Kawasaki              |
| 1978 | Riccardo Patrese   | Chevron B42-Ford              | Formula Pacific    | Peter Chow             | Toyota Celica           | Sadao Asami        | Yamaha                |
| 1979 | Geoff Lees         | Ralt RT1-Ford                 | Formula Pacific    | Herb Adamczyk          | Porsche 911 Carrera RSR | Sadao Asami        | Yamaha                |
| 1980 | Geoff Lees         | Ralt RT1-Ford                 | Formula Pacific    | Hans Joachim Stuck     | BMW 320i                | Sadao Asami        | Yamaha TZ750          |
| 1981 | Bob Earl           | Hayashi 200P-Toyota           | Formula Pacific    | Manfred Winkelhock     | BMW 320i                | Ron Haslam         | Honda RS1123          |
| 1982 | Roberto Moreno     | Ralt RT4-Ford                 | Formula Pacific    | Helmut Greiner         | Porsche 911 Carrera RSR | Ron Haslam         | Honda RS1123          |
| Leto | Zmagovalec F3 GP   | F3 Šasija - motor             | Prvenstvo          | Zmagovalec Guia TC     | Dirkalnik               | Zmagovalec MC GP   | Motor                 |
| 1983 | Ayrton Senna       | Ralt RT3-Toyota               | Britanska F3       | Hans Joachim Stuck     | BMW 635 CSI             | Ron Haslam         | Honda NS500           |
| 1984 | John Nielsen       | Ralt RT3-Volkswagen           | Nemška F3          | Tom Walkinshaw         | Jaguar XJS              | Mick Grant         | Suzuki RGB500         |
| 1985 | Mauricio Gugelmin  | Ralt RT30-Volkswagen          | Britanska F3       | Gianfranco Brancatelli | Volvo 240 Turbo         | Ron Haslam         | Honda RS500           |
| 1986 | Andy Wallace       | Reynard 863-Volkswagen        | Britanska F3       | Johnny Cecotto         | BMW M3                  | Ron Haslam         | Elf Honda 500         |
| 1987 | Martin Donnelly    | Ralt RT31-Toyota              | Britanska F3       | Roberto Ravaglia       | BMW M3                  | Ron Haslam         | Roc Elf Honda 4       |
| 1988 | Enrico Bertaggia   | Dallara 388-Alfa Romeo        | Italijanska F3     | Altfrid Heger          | BMW M3                  | Kevin Schwantz     | Suzuki RGV500         |
| 1989 | David Brabham      | Ralt RT33-Volkswagen/Spiess   | Britanska F3       | Tim Harvey             | Ford Sierra RS 500      | Robert Dunlop      | Honda RC30            |
| 1990 | Michael Schumacher | Reynard 903-Volkswagen/Spiess | Nemška F3          | Masahiro Hasemi        | Nissan Skyline GT-R     | Steve Hislop       | Honda RC30            |
| 1991 | David Coulthard    | Ralt RT35-Honda/Mugen         | Britanska F3       | Emanuele Pirro         | BMW M3 Evolution        | Didier de Radigues | Suzuki RGV500         |
| 1992 | Rickard Rydell     | TOM'S 032F-Toyota             | Japonska F3        | Emanuele Pirro         | BMW M3 Evolution        | Carl Fogarty       | HarrisYamaha 500      |
| 1993 | Jörg Müller        | Dallara 393-Fiat/Novamotor    | Nemška F3          | Charles Kwan           | BMW M3 Evolution        | Steve Hislop       | ROC Yamaha 500        |
| 1994 | Sascha Maassen     | Dallara F394-Opel/Spiess      | Nemška F3          | Joachim Winkelhock     | BMW 318is               | Steve Hislop       | Harris Yamaha 500     |
| 1995 | Ralf Schumacher    | Dallara F394-Opel/Spiess      | Nemška F3          | Kelvin Burt            | Toyota Corona EXIV      | Mike Edwards       | ROC Yamaha 500        |
| 1996 | Ralph Firman       | Dallara F396-Honda/Mugen-NBE  | Britanska F3       | Frank Biela            | Audi A4 Quattro         | Philip McCallen    | Yamaha 500            |
| 1997 | Soheil Ayari       | Dallara F396-Opel/Spiess      | Francoska F3       | Steve Soper            | BMW 320i                | Andreas Hofmann    | Kawasaki ZXR-7        |
| 1998 | Peter Dumbreck     | Dallara F398-Toyota/TOM'S     | Japonska F3        | Joachim Winkelhock     | BMW 320i                | Michael Rutter     | Honda RVF750 RC45     |
| 1999 | Darren Manning     | Dallara F399-Toyota/TOM'S     | Japonska F3        | Michael Bartels        | Audi A4 Quattro         | David Jefferies    | Yamaha YZF-R1         |
| 2000 | André Couto        | Dallara F399-Opel/Spiess      | -                  | Patrick Huisman        | BMW 320i                | Michael Rutter     | Yamaha YZF-R1         |
| 2001 | Takuma Sato        | Dallara F301-Honda/Mugen-NBE  | Britanska F3       | Duncan Huisman         | BMW 320i                | John McGuinness    | Honda CBR954RR        |
| 2002 | Tristan Gommendy   | Dallara F302-Renault/Sodemo   | Francoska F3       | Duncan Huisman         | BMW 320i                | Michael Rutter     | Ducati 998            |
| 2003 | Nicolas Lapierre   | Dallara F302-Renault/Sodemo   | Evropska F3        | Duncan Huisman         | BMW 320i                | Michael Rutter     | Ducati 998            |
| 2004 | Alexandre Prémat   | Dallara F304-Mercedes/HWA     | Evropska F3        | Jörg Müller            | BMW 320i                | Michael Rutter     | Honda CBR1000RR       |
| 2005 | Lucas di Grassi    | Dallara F304-Mercedes/HWA     | Britanska F3       | Augusto Farfus Jr.     | Alfa Romeo 156          | Michael Rutter     | Honda CBR1000RR       |
| 2005 | Lucas di Grassi    | Dallara F304-Mercedes/HWA     | Britanska F3       | Duncan Huisman         | BMW 320i                | Michael Rutter     | Honda CBR1000RR       |
| 2006 | Mike Conway        | Dallara F306-Mercedes/HWA     | Britanska F3       | Andy Priaulx           | BMW 320si               | Steve Plater       | Yamaha YZF-R1         |
| 2006 | Mike Conway        | Dallara F306-Mercedes/HWA     | Britanska F3       | Jörg Müller            | BMW 320si               | Steve Plater       | Yamaha YZF-R1         |
| 2007 | Oliver Jarvis      | Dallara F307-Toyota/TOM'S     | Japonska F3        | Alain Menu             | Chevrolet Lacetti       | Steve Plater       | Yamaha YZF-R1         |
| 2007 | Oliver Jarvis      | Dallara F307-Toyota/TOM'S     | Japonska F3        | Andy Priaulx           | BMW 320si               | Steve Plater       | Yamaha YZF-R1         |
| 2008 | Keisuke Kunimoto   | Dallara F308-Toyota/TOM'S     | Japonska F3        | Alain Menu             | Chevrolet Lacetti       | Stuart Easton      | Honda CBR1000RR       |
| 2008 | Keisuke Kunimoto   | Dallara F308-Toyota/TOM'S     | Japonska F3        | Robert Huff            | Chevrolet Lacetti       | Stuart Easton      | Honda CBR1000RR       |
| 2009 | Edoardo Mortara    | Dallara F308-Volkswagen       | Evropska F3        | Robert Huff            | Chevrolet Cruze LT      | Stuart Easton      | Honda CBR1000RR       |
| 2009 | Edoardo Mortara    | Dallara F308-Volkswagen       | Evropska F3        | Augusto Farfus         | BMW 320si               | Stuart Easton      | Honda CBR1000RR       |
| 2010 | Edoardo Mortara    | Dallara F308-Volkswagen       | Evropska F3        | Robert Huff            | Chevrolet Cruze LT      | Stuart Easton      | Kawasaki Ninja ZX-10R |
| 2010 | Edoardo Mortara    | Dallara F308-Volkswagen       | Evropska F3        | Norbert Michelisz      | SEAT León TDI           | Stuart Easton      | Kawasaki Ninja ZX-10R |